# Peine de mort en Indiana
En Indiana, la pendaison fut une méthode d'exécution légale jusqu'en 1913, puis la chaise électrique fut introduite à partir de cette date. Après une période de neuf ans d'abolition, la peine capitale fut réinstaurée en 1981. L'injection létale se substitua à l'électrocution en 1995. Depuis 1981, il y a eu 22 exécutions, dont les 3 premières par électrocution. 6 hommes se trouvent actuellement dans le couloir de la mort.
Selon la loi de l'État, le jury devra délibérer si le parquet a requis la peine de mort. S'il parvient à un verdict unanime, celui-ci sera prononcé. Dans le cas contraire, le juge devra décider d'un verdict à la place du jury, éventuellement un verdict de mort. L'ordre d'exécution est prononcé par la Cour suprême de l'État, le gouverneur reçoit l'avis non-injonctif d'une commission avant de choisir de gracier, suspendre ou laisser faire l'exécution. Celles-ci ont lieu à Michigan City, avant « le lever du soleil » (peu après minuit dans la pratique). 
C'est en Indiana que se trouve le couloir de la mort fédéral, à Terre Haute.

## Exécutions depuis 1973
Les exécutions ont lieu à Michigan City, à la prison d’État de l'Indiana.
| #  | Criminel         | Date              | Méthode(s)        | Crime(s)                                                                         | Gouverneur     |
| -- | ---------------- | ----------------- | ----------------- | -------------------------------------------------------------------------------- | -------------- |
| 1  | Steven Judy      | 9 mars 1981       | Chaise électrique | Meurtre en 1979 d'une femme et de ses trois enfants.                             | Robert Orr     |
| 2  | William Vandiver | 16 octobre 1985   | Chaise électrique | Meurtre en 1983 de son beau-père en le poignardant.                              | Robert Orr     |
| 3  | Gregory Resnover | 8 décembre 1994   | Chaise électrique | Meurtre en 1980 d'un policier en lui tirant dessus avec un fusil d'assaut.       | Evan Bayh      |
| 4  | Tommie Smith     | 18 juillet 1996   | Injection létale  | Meurtre en 1980 d'un policier en lui tirant dessus avec un fusil d'assaut.       | Evan Bayh      |
| 5  | Gary Burris      | 20 novembre 1997  | Injection létale  | Meurtre en 1980 d'un chauffeur de taxi en lui tirant dessus avec un pistolet.    | Frank O'Bannon |
| 6  | Robert Smith     | 29 janvier 1998   | Injection létale  | Meurtre en 1995 d'un co-détenu en le poignardant à trente-sept reprises.         | Frank O'Bannon |
| 7  | D.H Fleenor      | 9 décembre 1999   | Injection létale  | Meurtre en 1982 de ses beaux-parents en leur tirant dessus avec un fusil.        | Frank O'Bannon |
| 8  | Gerald Bivins    | 14 mars 2001      | Injection létale  | Meurtre en 1991 d'un pasteur dans les toilettes d'une station-service.           | Frank O'Bannon |
| 9  | Jim Lowery       | 27 juin 2001      | Injection létale  | Meurtre en 1979 de deux retraités après les avoir dévalisés.                     | Frank O'Bannon |
| 10 | Kevin Hough      | 2 mai 2003        | Injection létale  | Meurtre en 1985 de deux hommes à la suite d'impayés de loyers.                   | Frank O'Bannon |
| 11 | Joseph Trueblood | 13 juin 2003      | Injection létale  | Meurtre en 1988 de son ex petite-amie et de ses deux enfants de deux et un an.   | Frank O'Bannon |
| 12 | Donald Wallace   | 10 mars 2005      | Injection létale  | Meurtre en 1980 de quatre personnes dont deux enfants lors d'un cambriolage.     | Mitch Daniels  |
| 13 | Bill Benefiel    | 21 avril 2005     | Injection létale  | Meurtre en 1987 d'une adolescente après l'avoir kidnappée et violée.             | Mitch Daniels  |
| 14 | Gregory Johnson  | 25 mai 2005       | Injection létale  | Meurtre en 1985 d'une retraité en mettant le feu à sa maison.                    | Mitch Daniels  |
| 15 | Kevin Conner     | 27 juillet 2005   | Injection létale  | Meurtre en 1988 de trois de ses amis en les poignardant et leur tirant dessus.   | Mitch Daniels  |
| 16 | Alan Matheney    | 28 septembre 2005 | Injection létale  | Meurtre en 1989 de son ex-femme en la battant avec la crosse de son fusil.       | Mitch Daniels  |
| 17 | Marvin Bieghler  | 27 janvier 2006   | Injection létale  | Meurtre en 1981 d'un jeune couple en leur tirant dessus pour se venger.          | Mitch Daniels  |
| 18 | David Woods      | 4 mai 2007        | Injection létale  | Meurtre en 1984 d'un retraité en le poignardant.                                 | Mitch Daniels  |
| 19 | Michael Lambert  | 15 juin 2007      | Injection létale  | Meurtre en 1990 d'un policier en lui tirant dessus.                              | Mitch Daniels  |
| 20 | Matthew Wrinkles | 11 décembre 2009  | Injection létale  | Meurtre en 1994 de trois personnes dont son ex-femme.                            | Mitch Daniels  |
| 21 | Joseph Corcoran  | 18 décembre 2024  | Injection létale  | Meurtre en 1997 de quatre personnes en leur tirant dessus avec un fusil à pompe. | Eric Holcomb   |
| 22 | Benjamin Ritchie | 20 mai 2025       | Injection létale  | Meurtre en 2000 d'un officier de police.                                         | Mike Braun     |

## Condamnés à mort
En mai 2025 le couloir de la mort de l'Indiana compte six condamnés. Depuis 1973, six condamnés ont été graciés dans l'Indiana,.
| Criminel           | Date de condamnation | Crime(s)                                                                          | Note(s) |
| ------------------ | -------------------- | --------------------------------------------------------------------------------- | ------- |
| William Gibson     | 11 novembre 2013     | Meurtre entre 2002 et 2012 de trois femmes après les avoir violées.               |         |
| Jeffrey Weisheit   | 11 juillet 2013      | Meurtre en 2010 des deux enfants de sa petite-amie en mettant le feu à la maison. |         |
| Kevin Isom         | 8 mars 2013          | Meurtre en 2007 de sa femme et de ses deux enfants en leurs tirant dessus.        |         |
| Roy Ward           | 18 décembre 2002     | Meurtre en 2001 d'une adolescente après l'avoir mutilé et violée.                 |         |
| Michael Overstreet | 31 juillet 2000      | Meurtre en 1997 d'une femme après l'avoir violée.                                 |         |
| Eric Holmes        | 26 mars 1993         | Meurtre en 1989 de deux supérieurs pour se venger de son licenciement.            |         |